# Årstidsfiskar

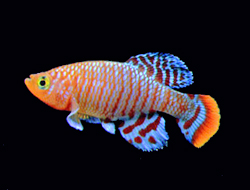
Hanne av Nothobranchius rachovii

Årstidsfiskar är en typ av kortlivade äggläggande tandkarpar i familjerna Aplocheilidae och Rivulidae. De lever i Afrika samt Syd- och Centralamerika i områden med stor skillnad mellan regnperiod och torrperiod, där allt flytande vatten försvinner under torrtiden. Då dör alla vuxna årstidsfiskar, och arterna överlever endast genom att deras ägg kan genomgå en så kallad diapaus, under vilken de ligger vilande i lera eller jord, och klarar torkan. Hos äkta årstidsfiskar är denna diapaus nödvändig, och om äggen istället ligger i vatten så utvecklas de inte, utan dör. Ägg av vissa arter kan behöva ligga vilande i det torra bottensedimentet upp till ett år innan nytt regn faller, varvid äggen kläcks. Det finns ett flertal släkten av årstidsfiskar, bland annat släktet Nothobranchius.
Årstidsfiskar kallas också för annuella arter. Alla äggläggande tandkarpar är inte årstidsfiskar, utan en stor del av dem lever i områden där vattnet inte torkar ut. Denna typ av äggläggande tandkarpar kallas växtlekare, eller icke-annuella arter. Det finns även övergångsformer mellan de två typerna, som benämns halvannuella arter.

## Årstidsfiskar i akvarium
Många arter av äggläggande tandkarp förekommer som akvariefiskar. Vid odling av årstidsfiskar i fångenskap använder man vanligtvis torv som odlingssubstrat, och tar upp och torkar torven efter fullbordad lek. Torven, med äggen, förvaras sedan mycket lätt fuktad i förslutna plastpåsar eller glasburkar, för att på så vis ge äggen en diapaus. Vid odling av årstidsfiskar i akvarium har torven flera fördelar framför den lera eller sandjord äggen annars naturligt vilar i. Dels är den lätt att hålla ren och söka ägg i, dessutom är den milt aseptisk. Det sistnämnda minskar risken för att äggen drabbas av svampangrepp. Det händer att akvarister sänder ägg till varandra över hela världen per post.